# Nigerosa
La nigerosa, també coneguda com a sakebiosa, és un sucre infermentable obtingut per hidròlisi parcial de nigeran, un polisacàrid trobat en l'Aspergillus niger, però és també fàcilment extret dels dextrans trobat en els motlles d'arròs i molts altres microorganismes de fermentació,com L. mesenteroides. És un disasacàrid format per dos residus de glucosa, lligats amb un enllaç 1->3. És un producte de la caramel·lització de la glucosa.